# 丹岱五岔路口站
丹岱五岔路口站（：／ Dandae-ogeori yeok */?）是首都圈電鐵8號線沿線的一座地下車站，位於韓國京畿道城南市壽井區新興洞，韓語副站名為「新丘大學」（신구대학교）。

## 車站構造
車站大廳與剪票閘口位於地下1層和2層，月台則位於地下3層。
站體為2面2線側式月台的地下車站，候車月台設有月台幕門，並有7處出口。

### 月台配置
| 南漢山城 ↑ |
| \| 上      |
| ↓ 新興     |

| 月台 | 路線           | 目的地                                               |
| ---- | -------------- | ---------------------------------------------------- |
| 上行 | ●首爾地鐵8號線 | 福井、長旨、可樂市場、石村、蠶室、江東區廳、别內方向 |
| 下行 | ●首爾地鐵8號線 | 新興、壽進、牡丹方向                                 |

## 歷史
- 1996年11月23日：落成啟用。

## 車站周邊
- 新丘大學（朝鲜语：신구대학교）
- 中央洞治安中心
- 城南西中學
- 城南稅務署
- 京畿道立城南圖書館
- 美都大厦
- Save Zone百貨
- 金光洞郵局
- 韓國農業協會
- 韩亚银行
- 新韓銀行
- KT城南營業所

## 圖片

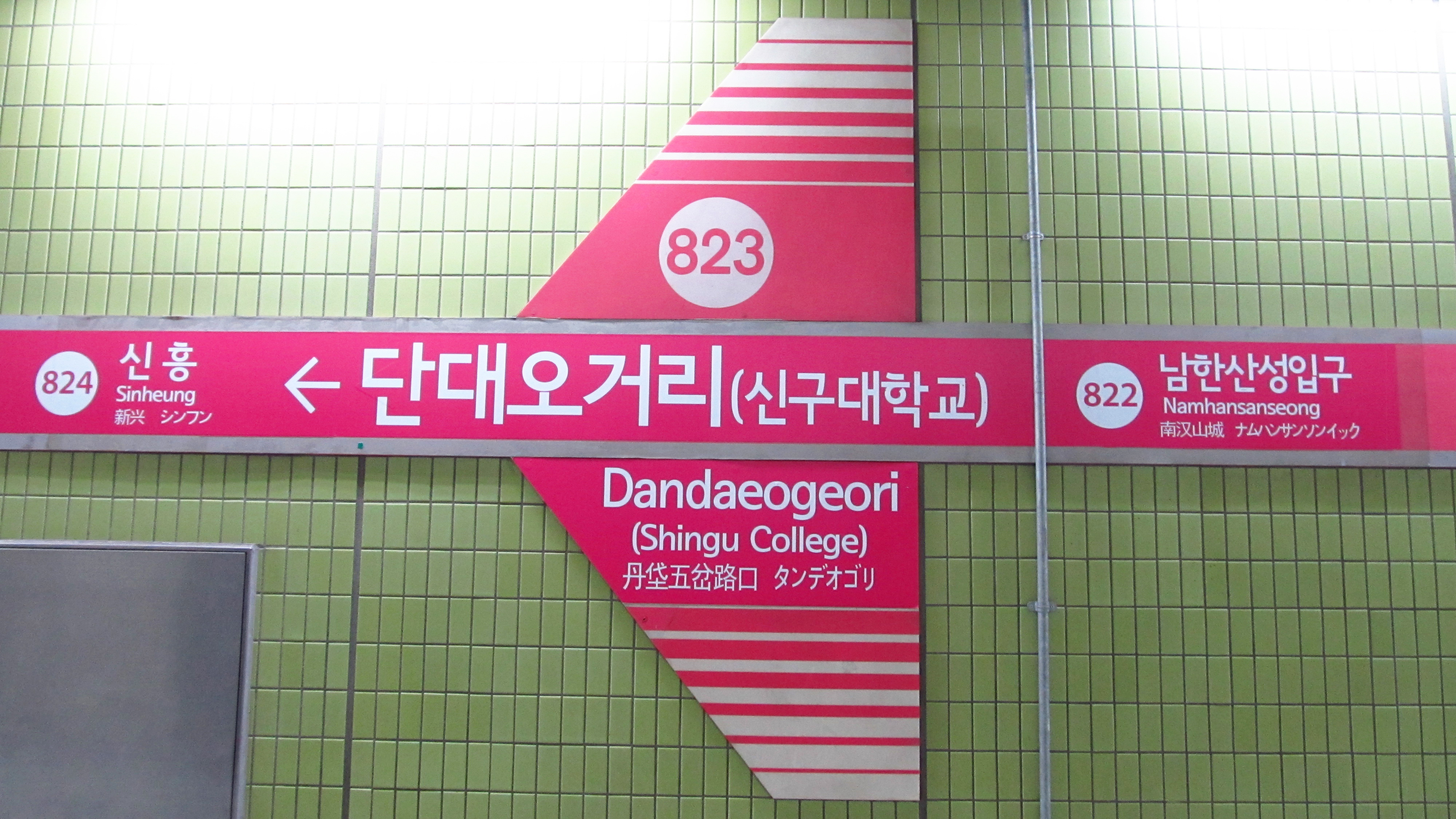
站名牌
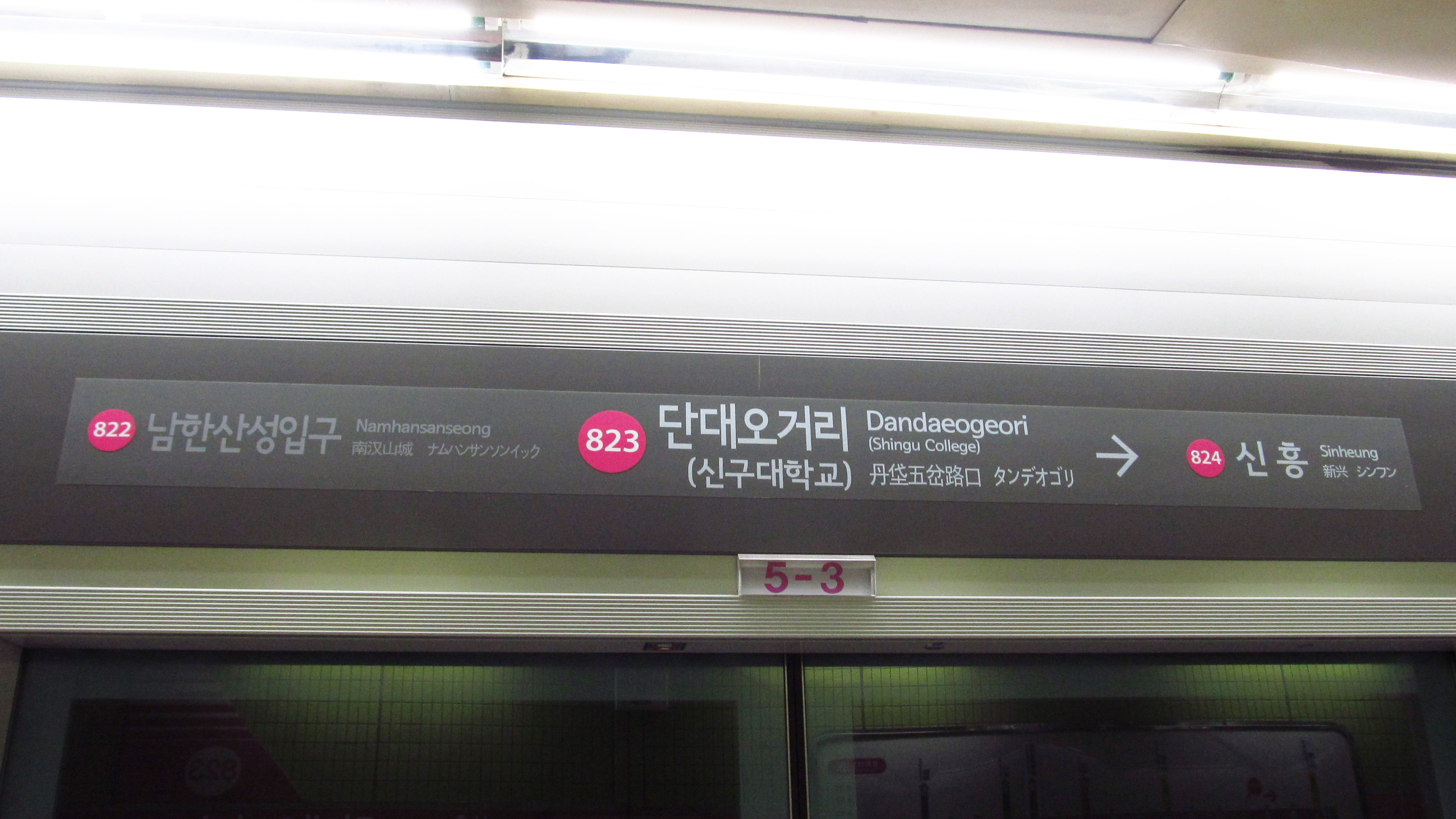
月台門資訊板
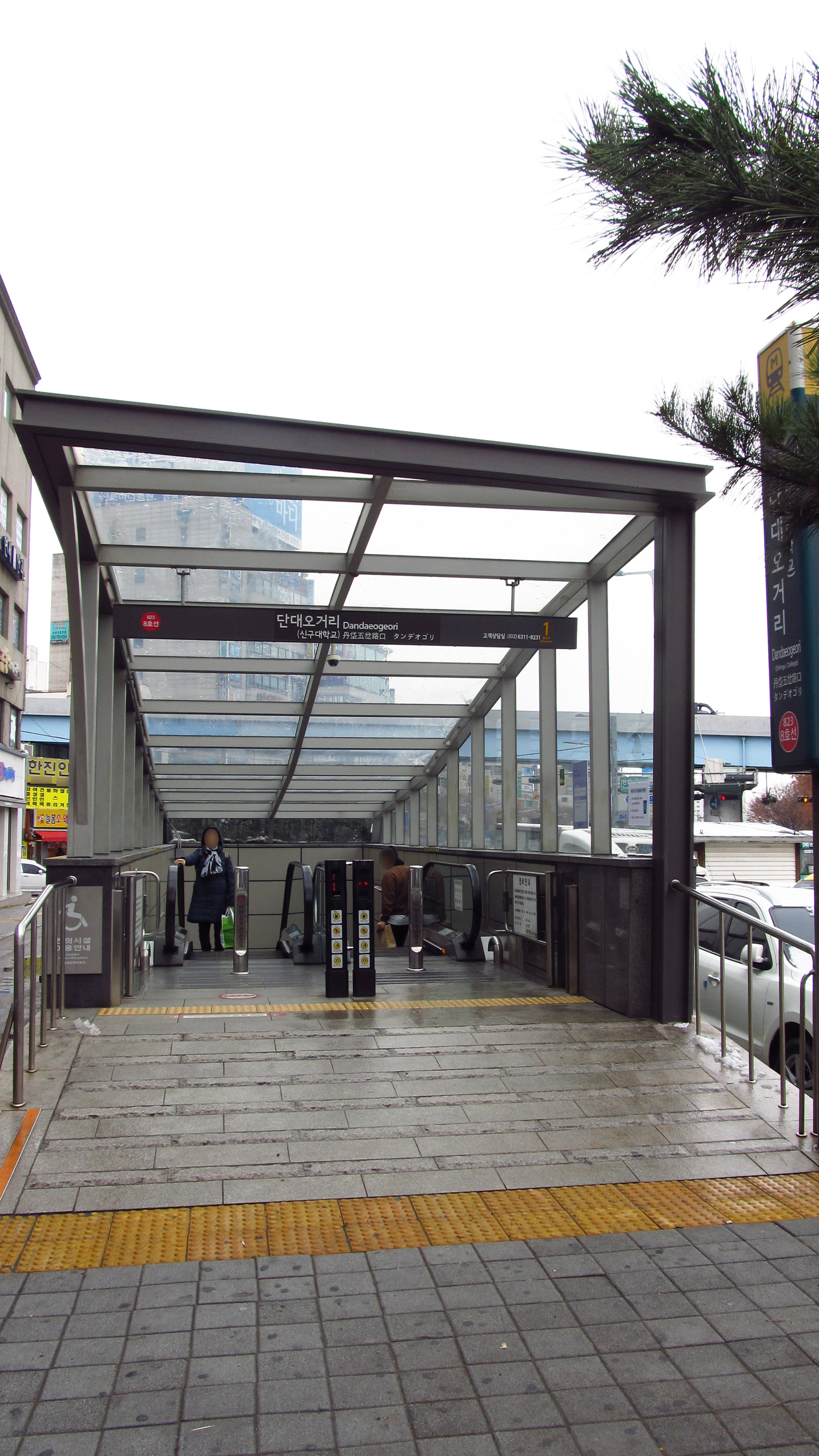
1號出口
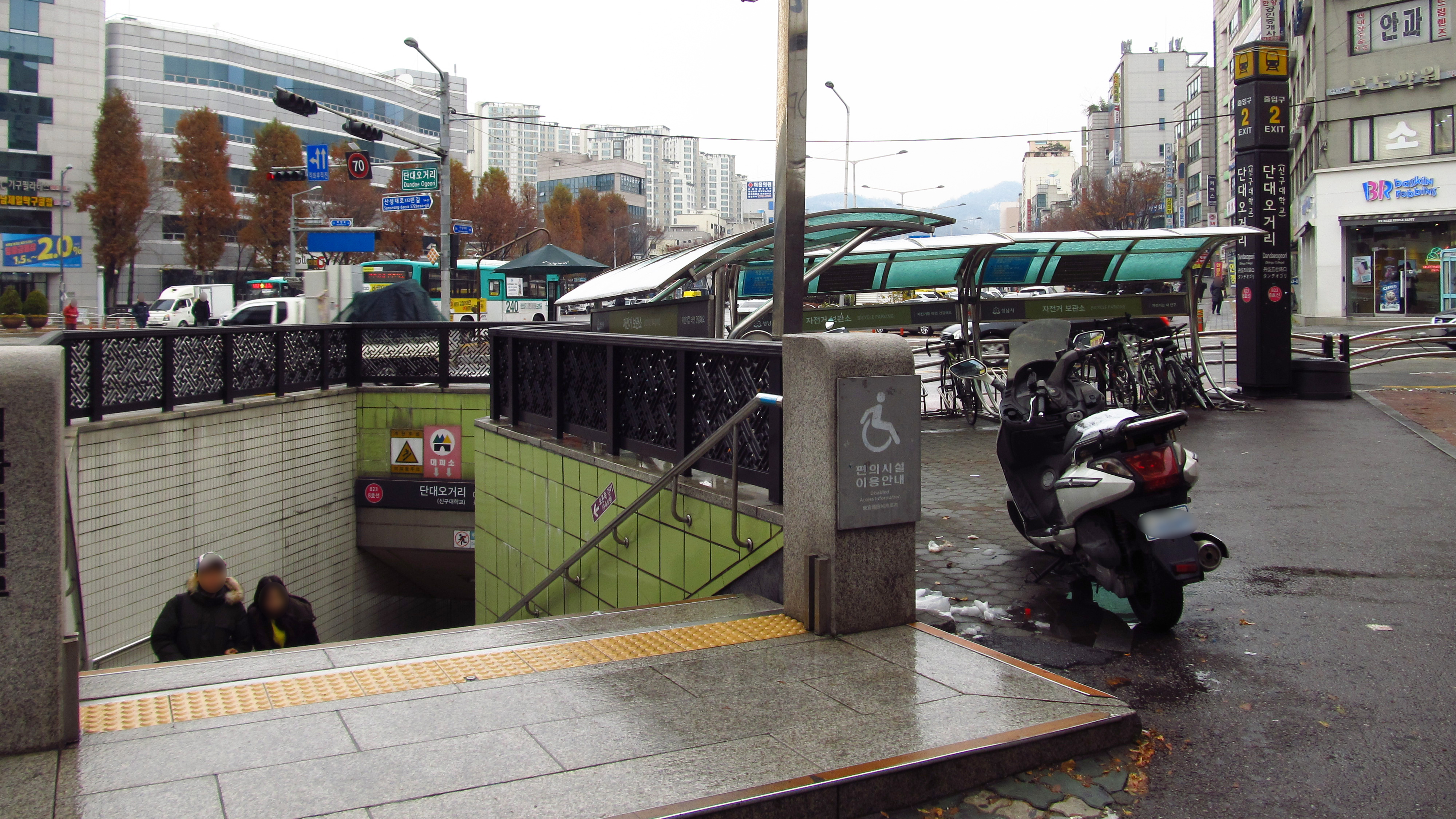
2號出口
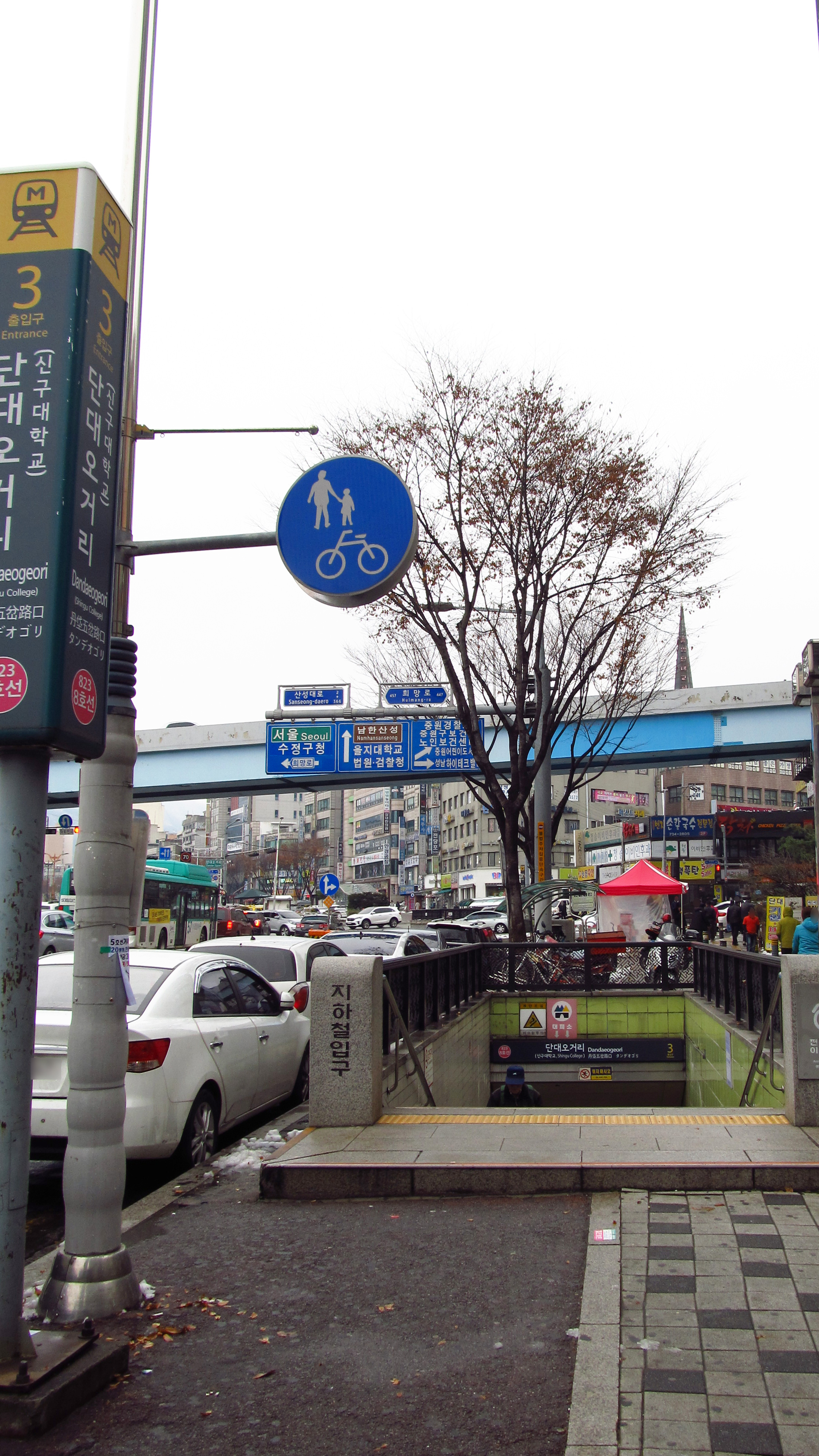
3號出口

## 相鄰車站
首爾交通公社
●首爾地鐵8號線
南漢山城（823）－丹岱五岔路口（824）－新興（825）